# موسهی
موسهی یک روستا در افغانستان است که در ولسوالی موسهی، ولایت کابل واقع شده‌است.

## خصوصیات
موسهی ۱٬۸۴۴ متر بالاتر از سطح دریا واقع شده‌است.